# Grgurice
Grgurice est un village de la municipalité de Posedarje (Comitat de Zadar) en Croatie. Au recensement de 2011, le village comptait 142 habitants.